# Schole van dheer Muys

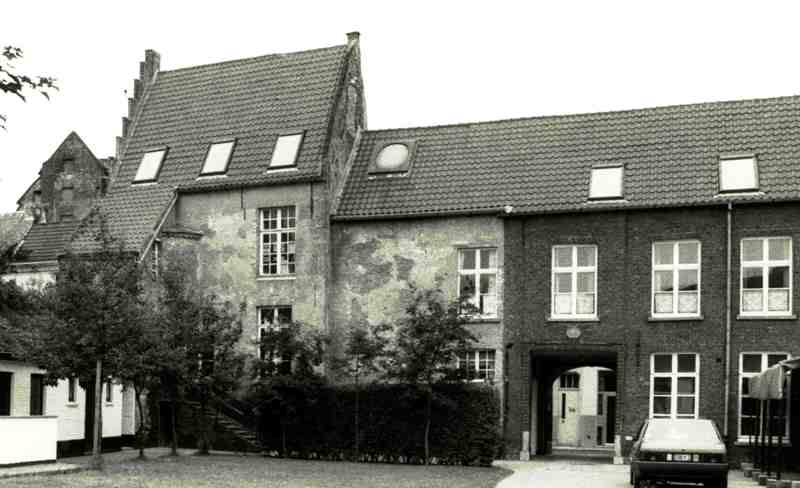
Schole van dheer Muys

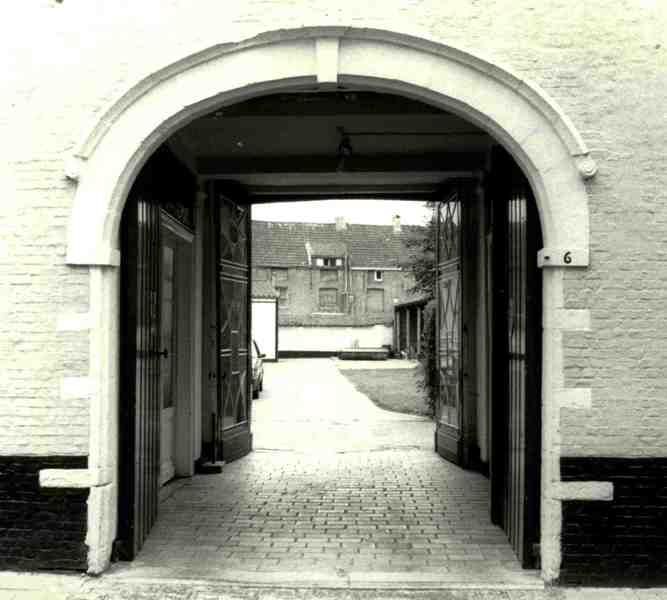
Doorgangspoort

De Schole van dheer Muys is een voormalig weeshuis in de Antwerpse stad Lier, gelegen aan de Bril 6.

## Geschiedenis
Het weeshuis voor jonge meisjes werd gesticht in 1686 door de heer Muys die pastoor was. In 1830 werd het uitgebreid door samenvoeging met het Maagdenhuis dat zich aan de Mosdijk bevond. In 1855 verhuisde dit weeshuis naar de oude ziekenzaal van het Begijnhof. In 1857 kwam het Sint-Jacobsgodshuis in het schoolgebouw. Later werd het een sociale werkplaats en omstreeks 1980 kwam het Liers ontmoetingscentrum in het gebouw. In 1987 werd het gerestaureerd.

## Gebouw
Het betreft een L-vormig complex met aan de straatzijde twee huizen uit het 4e kwart van de 17e eeuw. Een rondboogpoort geeft toegang tot een binnenplein. Daar ziet men ook een 19e-eeuwse vleugel van omstreeks 1840.